# Fussball Club Südtirol 2018-2019
Questa voce raccoglie le informazioni riguardanti il Fussball Club Südtirol nelle competizioni ufficiali della stagione 2018-2019.

## Stagione
Nella stagione 2018-2019 il Sudtirol disputa il girone B del campionato di Serie C, con 55 punti ottiene il sesto posto, con diritto a disputare i Play-off. Nei quali nel primo turno ha superato (1-0) la Sambenedettese, nel secondo turno i biancorossi pareggiano (3-3) a Monza, ma sono eliminati perché i brianzoli con 60 punti sono giunti quinti in campionato. Allenati da Paolo Zanetti hanno ottenuto 27 punti nel girone di andata e 28 nel girone di ritorno. Gli altoatesini hanno anche partecipato con un discreto percorso alla Coppa Italia Tim Cup dove hanno disputato quattro turni, nel primo turno hanno battuto (2-1) l'Albalonga, hanno superato anche il secondo turno sbancando (0-1) Venezia, nel terzo turno si sono imposti (0-2) al Frosinone, infine nel quarto turno perdendo (2-0) con il Torino sono usciti con onore dalla competizione. Nella Coppa Italia di Serie C subito fuori nei sedicesimi a Salò, pareggiando (1-1) al termine dei supplementari, e (4-3) dopo i calci di rigore per la Feralpi.

## Divise e sponsor
Il fornitore di materiale tecnico per la stagione 2018-2019 è Boxeur Des Rues, mentre gli sponsor ufficiali di maglia sono i seguenti:
- Duka (azienda produttrice di arredi per bagno), il cui marchio appare al centro delle divise
- Südtirol, sulla manica sinistra
- Alperia (società elettrica altoatesina), il cui marchio appare al centro delle divise

La maglia interna è bianca con una fascia rossa bordata di nero ad attraversare il petto e inserti rossi sulle maniche. La divisa esterna è nera e priva di particolari orpelli. Per i portieri è in uso anche un completo rosso.
| Casa | Trasferta | Portiere |

## Rosa
| N. |                    | Ruolo | Calciatore             |
| -- | ------------------ | ----- | ---------------------- |
| 1  | Italia (bandiera)  | P     | Daniel Offredi         |
| 2  | Italia (bandiera)  | D     | Nicolò Casale          |
| 3  | Italia (bandiera)  | C     | Alessandro Fabbri      |
| 4  | Italia (bandiera)  | C     | Stefano Antezza        |
| 5  | Francia (bandiera) | D     | Kévin Vinetot          |
| 6  | Italia (bandiera)  | D     | Fabio Della Giovanna   |
| 7  | Italia (bandiera)  | A     | Gianluca Turchetta     |
| 8  | Italia (bandiera)  | C     | Andrea Boccalari       |
| 8  | Italia (bandiera)  | D     | Danilo Pasqualoni      |
| 9  | Italia (bandiera)  | A     | Rocco Costantino       |
| 9  | Italia (bandiera)  | A     | Gabriel Lunetta        |
| 10 | Italia (bandiera)  | C     | Hannes Fink (capitano) |
| 11 | Italia (bandiera)  | A     | Simone Mazzocchi       |
| 12 | Italia (bandiera)  | P     | Emanuele Gentile       |
| 13 | Italia (bandiera)  | D     | Matteo Procopio        |
| 14 | Italia (bandiera)  | C     | Luca Berardocco        |

| N. |                    | Ruolo | Calciatore          |
| -- | ------------------ | ----- | ------------------- |
| 16 | Italia (bandiera)  | D     | Marco Crocchianti   |
| 17 | Italia (bandiera)  | D     | Mario Ierardi       |
| 18 | Italia (bandiera)  | C     | Simone Zanon        |
| 18 | Italia (bandiera)  | D     | Alessandro Mattioli |
| 19 | Italia (bandiera)  | C     | Francesco De Rose   |
| 20 | Brasile (bandiera) | A     | Caio De Cenco       |
| 21 | Italia (bandiera)  | C     | Fabian Tait         |
| 22 | Italia (bandiera)  | P     | Federico Ravaglia   |
| 23 | Italia (bandiera)  | C     | Tommaso Morosini    |
| 24 | Italia (bandiera)  | D     | Luca Oneto          |
| 25 | Italia (bandiera)  | A     | Alex Colucci        |
| 26 | Italia (bandiera)  | C     | Younes Jamai        |
| 28 | Italia (bandiera)  | A     | Niccolò Romero      |
| 29 | Italia (bandiera)  | C     | Andrea Romanò       |
| 33 | Italia (bandiera)  | P     | Michele Nardi       |

## Calciomercato

### Sessione estiva(dal 01/07 al 31/08)
| Acquisti | Acquisti             | Acquisti  | Acquisti      |
| R.       | Nome                 | da        | Modalità      |
| -------- | -------------------- | --------- | ------------- |
| P        | Federico Ravaglia    | Bologna   | prestito      |
| D        | Nicolò Casale        | Verona    | prestito      |
| D        | Marco Crocchianti    | Spezia    | prestito      |
| D        | Fabio Della Giovanna | SPAL      | prestito      |
| D        | Alessandro Fabbri    | Mestre    | svincolato    |
| D        | Marjan Gurini        | Rezzato   | fine prestito |
| D        | Mario Ierardi        | Genoa     | prestito      |
| D        | Matteo Procopio      | Torino    | prestito      |
| C        | Stefano Antezza      | Spezia    | prestito      |
| C        | Francesco De Rose    | Casertana | svincolato    |
| C        | Tommaso Morosini     | Piacenza  | svincolato    |
| A        | Caio De Cenco        | Padova    | prestito      |
| A        | Simone Mazzocchi     | Atalanta  | prestito      |
| A        | Gianluca Turchetta   | Lecce     | definitivo    |

| Cessioni | Cessioni             | Cessioni          | Cessioni      |
| R.       | Nome                 | a                 | Modalità      |
| -------- | -------------------- | ----------------- | ------------- |
| P        | Andrea D'Egidio      | Ascoli            | fine prestito |
| P        | Simone Tononi        | Inter             | prestito      |
| D        | Marco Baldan         |                   | svincolato    |
| D        | Martin Erlić         | Sassuolo          | fine prestito |
| D        | Paolo Frascatore     | Carpi             | svincolato    |
| D        | Marjan Gurini        | Delta Porto Tolle | svincolato    |
| D        | Alessandro Roma      | Chievo            | fine prestito |
| D        | Filippo Sgarbi       | Inter             | fine prestito |
| D        | Andrea Zanchi        | Pro Piacenza      | svincolato    |
| C        | Marco Berardi        | Fiorentina        | fine prestito |
| C        | Luca Bertoni         | Pro Patria        | svincolato    |
| C        | Jérémie Broh         | Sassuolo          | fine prestito |
| C        | Michael Cia          | Delta Porto Tolle | svincolato    |
| C        | Serge Cess           | Legnago           | svincolato    |
| C        | Renny Smith          | Dordrecht         | svincolato    |
| A        | Leonardo Candellone  | Torino            | fine prestito |
| A        | Alessandro Gatto     | Arzachena         | definitivo    |
| A        | Emmanuel Gyasi       | Spezia            | fine prestito |
| A        | Kayro Flores Heatley | Cavese            | svincolato    |

### Sessione invernale(dal 03/01 al 31/01)
| Acquisti | Acquisti            | Acquisti     | Acquisti   |
| R.       | Nome                | da           | Modalità   |
| -------- | ------------------- | ------------ | ---------- |
| P        | Michele Nardi       | Parma        | prestito   |
| D        | Alessandro Mattioli | Inter        | prestito   |
| D        | Danilo Pasqualoni   | Pro Piacenza | svincolato |
| C        | Andrea Romanò       | Inter        | prestito   |
| A        | Gabriel Lunetta     | Atalanta     | prestito   |
| A        | Niccolò Romero      | Piacenza     | definitivo |

| Cessioni | Cessioni         | Cessioni   | Cessioni   |
| R.       | Nome             | a          | Modalità   |
| -------- | ---------------- | ---------- | ---------- |
| C        | Andrea Boccalari | Lentigione | definitivo |
| C        | Simone Zanon     | Napoli     | prestito   |
| A        | Rocco Costantino | Triestina  | definitivo |

## Organigramma societario
Area direttiva
- Presidente: Walter Baumgartner
- Vicepresidente vicario: Johann Krapf
- Vicepresidente: Roberto Zanin
- Amministratore delegato: Dietmar Pfeifer
- Organizzazione/Segreteria: Verena Pattis
- Responsabile Amministrativo: Gianluca Leonardi
- Collaboratore Amministrativo: Emiliano Bertoluzza

Area tecnica
- Direttore sportivo: Paolo Bravo
- Direttore area tecnica: Alessandro Barilli
- Team manager: Emiliano Bertoluzza
- Allenatore: Paolo Zanetti
- Allenatore in seconda: Alberto Bertolini
- Allenatore dei portieri: Reinhold Harrasser
- Preparatore atletico: Alberto Berselli
- Magazzinieri: Luca Palmino, Michele Solda

Area sanitaria
- Medico sociale: Mario Endrizzi
- Fisioterapisti: Paolo Cadamuro, Gabriele Vanzetta

## Risultati

### Serie C

#### Girone d'andata
| Arbitro: | Pashuku (Albano Laziale) |

|                |           |  |
| Costantino 66’ | Marcatori |  |

| Arbitro: | Lorenzin (Castelfranco Veneto) |

|  |           |          |
|  | Marcatori | 30’ Fink |

| Bolzano 26 settembre 2018, ore 18:30 CEST 3ª giornata | Südtirol          | 0 – 0 referto | Fano | Stadio Druso (400 spett.)\| Arbitro: \| Bitonti (Bologna) \| |
| Arbitro:                                              | Bitonti (Bologna) |               |      |                                                              |

| Arbitro: | Cosso (Reggio Calabria) |

|                                          |           |                            |
| Momentè 14’ (rig.) Manarin 58’ Speri 87’ | Marcatori | 42’ Mazzocchi 85’ De Cenco |

| Bolzano 7 ottobre 2018, ore 18:30 CEST 5ª giornata | Südtirol         | 0 – 0 referto | AlbinoLeffe | Stadio Druso (500 spett.)\| Arbitro: \| Collu (Cagliari) \| |
| Arbitro:                                           | Collu (Cagliari) |               |             |                                                             |

| Fermo 14 ottobre 2018, ore 14:30 CEST 6ª giornata | Fermana         | 0 – 0 referto | Südtirol | Stadio Bruno Recchioni (923 spett.)\| Arbitro: \| Ricci (Firenze) \| |
| Arbitro:                                          | Ricci (Firenze) |               |          |                                                                      |

| Arbitro: | Carella (Bari) |

|                         |           |  |
| De Cenco 14’ Fabbri 55’ | Marcatori |  |

| Gubbio 21 ottobre 2018, ore 14:30 CEST 8ª giornata | Gubbio              | 0 – 0 referto | Südtirol | Stadio Pietro Barbetti (834 spett.)\| Arbitro: \| N. Marini (Trieste) \| |
| Arbitro:                                           | N. Marini (Trieste) |               |          |                                                                          |

| Rimini 28 ottobre 2018, ore 14:30 CET 9ª giornata | Rimini        | 0 – 0 referto | Südtirol | Stadio Romeo Neri (1 859 spett.)\| Arbitro: \| Maggio (Lodi) \| |
| Arbitro:                                          | Maggio (Lodi) |               |          |                                                                 |

| Arbitro: | Pasciuta (Agrigento) |

|                                   |           |                                        |
| Costantino 19’ (rig.), 51’ (rig.) | Marcatori | 42’ Scarsella 45+3’ M. Marchi 47’ Vita |

| Gorgonzola 11 novembre 2018, ore 18:30 CET 11ª giornata | Giana Erminio   | 0 – 0 referto | Südtirol | Stadio comunale Città di Gorgonzola (433 spett.)\| Arbitro: \| Moriconi (Roma) \| |
| Arbitro:                                                | Moriconi (Roma) |               |          |                                                                                   |

| Arbitro: | Giordano (Novara) |

|  |           |            |
|  | Marcatori | 90+3’ Diop |

| Arbitro: | Rutella (Enna) |

|                            |           |                                                      |
| Tait 7’ (aut.) Solerio 67’ | Marcatori | 43’ De Cenco 55’ Turchetta 56’ Fabbri 85’ Costantino |

| Arbitro: | Cipriani (Empoli) |

|              |           |               |
| De Cenco 76’ | Marcatori | 81’ Germinale |

| Arbitro: | Meraviglia (Pistoia) |

|                |           |  |
| Di Massimo 19’ | Marcatori |  |

| Arbitro: | Bitonti (Bologna) |

|                       |           |             |
| Tait 5’ Turchetta 25’ | Marcatori | 77’ Bifulco |

| Arbitro: | Guida (Salerno) |

|  |           |                       |
|  | Marcatori | 72’ (rig.) Berardocco |

| Arbitro: | Petrella (Viterbo) |

|                |           |               |
| Berardocco 43’ | Marcatori | 80’ Belcastro |

| Arbitro: | Pirrotta (Barcellona Pozzo di Gotto) |

|               |           |              |
| Reginaldo 41’ | Marcatori | 56’ De Cenco |

#### Girone di ritorno
| Arbitro: | Fontani (Siena) |

|                                   |           |  |
| Bacio Terracino 74’ De Grazia 88’ | Marcatori |  |

| Arbitro: | Gualtieri (Asti) |

|                       |           |          |
| Berardocco 83’ (rig.) | Marcatori | 78’ Papa |

| Arbitro: | Pascarella (Nocera Inferiore) |

|  |           |                                      |
|  | Marcatori | 42’ Tait 48’ Vinetot 84’ T. Morosini |

| Arbitro: | Collu (Cagliari) |

|            |           |               |
| Romero 17’ | Marcatori | 4’ V. Ferrara |

| Arbitro: | Angelucci (Foligno) |

|                     |           |                                                  |
| Romizi 65’ Cori 73’ | Marcatori | 43’ Della Giovanna 70’ Romero 78’, 88’ Mazzocchi |

| Arbitro: | Clerico (Torino) |

|                               |           |  |
| T. Morosini 55’ Mazzocchi 84’ | Marcatori |  |

| Trieste 12 febbraio 2019, ore 20:30 CET 26ª giornata | Triestina          | 0 – 0 referto | Südtirol | Stadio Nereo Rocco (4 065 spett.)\| Arbitro: \| Camplone (Pescara) \| |
| Arbitro:                                             | Camplone (Pescara) |               |          |                                                                       |

| Arbitro: | Maggio (Lodi) |

|                                                |           |  |
| Lunetta 18’, 40’ Turchetta 48’ T. Morosini 50’ | Marcatori |  |

| Arbitro: | Maranesi (Ciampino) |

|            |           |  |
| Romero 62’ | Marcatori |  |

| Arbitro: | Gariglio (Pinerolo) |

|                     |           |            |
| And. Caracciolo 29’ | Marcatori | 27’ Romero |

| Arbitro: | Longo (Paola) |

|          |           |                        |
| Tait 57’ | Marcatori | 39’ Rocco 65’ F. Perna |

| Arbitro: | Fiero (Pistoia) |

|  |           |               |
|  | Marcatori | 32’ Turchetta |

| Arbitro: | Paterna (Teramo) |

|                        |           |                         |
| Romero 61’ Lunetta 63’ | Marcatori | 8’ Mantovani 58’ Guerra |

| Pordenone 31 marzo 2019, ore 16:30 CEST 33ª giornata | Pordenone      | 0 – 0 referto | Südtirol | Stadio Ottavio Bottecchia (2 400 spett.)\| Arbitro: \| Carella (Bari) \| |
| Arbitro:                                             | Carella (Bari) |               |          |                                                                          |

| Arbitro: | Ricci (Firenze) |

|                               |           |            |
| T. Morosini 42’ Turchetta 86’ | Marcatori | 44’ Stanco |

| Arbitro: | G. Miele (Nola) |

|              |           |             |
| Nicastro 65’ | Marcatori | 52’ Lunetta |

| Arbitro: | Donda (Cormons) |

|  |           |                  |
|  | Marcatori | 18’ Guglielmotti |

| Arbitro: | Di Graci (Como) |

|                      |           |  |
| Lanini 38’ Mosti 48’ | Marcatori |  |

| Arbitro: | Rossetti (Ancona) |

|  |           |                                      |
|  | Marcatori | 28’ Palazzi 34’ D'Errico 79’ Fossati |

### Play-off
| Arbitro: | Annaloro (Collegno) |

|                        |           |  |
| T. Morosini 74’ (rig.) | Marcatori |  |

| Arbitro: | De Santis (Lecce) |

|                                              |           |                                           |
| A. Brighenti 2’ I. Marconi 22’ Armellino 89’ | Marcatori | 38’ T. Morosini 55’ Vinetot 83’ Turchetta |

### Coppa Italia
| Arbitro: | Amabile (Vicenza) |

|                            |           |              |
| Costantino 53’ Vinetot 82’ | Marcatori | 55’ Corsetti |

| Arbitro: | Ros (Pordenone) |

|  |           |            |
|  | Marcatori | 89’ Fabbri |

| Arbitro: | Maresca (Napoli) |

|  |           |                              |
|  | Marcatori | 40’ Costantino 89’ Turchetta |

| Arbitro: | Minelli (Varese) |

|                       |           |  |
| Soriano 24’ Edera 81’ | Marcatori |  |

### Coppa Italia Serie C
| Arbitro: | Monaldi (Macerata) |

|                                    |                      |                                                  |
| Zanon 75’ (aut.)                   | Marcatori            | 47’ Costantino                                   |
| Vita Martin Dametto Magnino Parodi | Tiri di rigore 4 – 3 | Fink Antezza Della Giovanna Costantino Mazzocchi |

## Statistiche

### Statistiche di squadra
| Competizione         | Punti | In casa | In casa | In casa | In casa | In casa | In casa | In trasferta | In trasferta | In trasferta | In trasferta | In trasferta | In trasferta | Totale | Totale | Totale | Totale | Totale | Totale | DR  |
| Competizione         | Punti | G       | V       | N       | P       | Gf      | Gs      | G            | V            | N            | P            | Gf           | Gs           | G      | V      | N      | P      | Gf     | Gs     | DR  |
| -------------------- | ----- | ------- | ------- | ------- | ------- | ------- | ------- | ------------ | ------------ | ------------ | ------------ | ------------ | ------------ | ------ | ------ | ------ | ------ | ------ | ------ | --- |
| Serie C              | 55    | 19      | 7       | 7       | 5       | 23      | 18      | 19           | 6            | 9            | 4            | 19           | 15           | 38     | 13     | 16     | 9      | 42     | 33     | +9  |
| Coppa Italia         | -     | 1       | 1       | 0       | 0       | 2       | 1       | 3            | 2            | 0            | 1            | 3            | 2            | 4      | 3      | 0      | 1      | 5      | 3      | +2  |
| Coppa Italia Serie C | -     | 0       | 0       | 0       | 0       | 0       | 0       | 1            | 0            | 1            | 0            | 1            | 1            | 1      | 0      | 1      | 0      | 1      | 1      | 0   |
| Totale               | 55    | 20      | 8       | 7       | 5       | 25      | 19      | 23           | 8            | 10           | 5            | 23           | 18           | 43     | 16     | 17     | 10     | 48     | 37     | +11 |

### Andamento in campionato
| Giornata  | 1 | 2 | 3 | 4 | 5 | 6 | 7 | 8 | 9 | 10 | 11 | 12 | 13 | 14 | 15 | 16 | 17 | 18 | 19 | 20 | 21 | 22 | 23 | 24 | 25 | 26 | 27 | 28 | 29 | 30 | 31 | 32 | 33 | 34 | 35 | 36 | 37 | 38 |
| --------- | - | - | - | - | - | - | - | - | - | -- | -- | -- | -- | -- | -- | -- | -- | -- | -- | -- | -- | -- | -- | -- | -- | -- | -- | -- | -- | -- | -- | -- | -- | -- | -- | -- | -- | -- |
| Luogo     | C | T | C | T | C | T | C | T | T | C  | T  | C  | T  | C  | T  | C  | T  | C  | T  | T  | C  | T  | C  | T  | C  | T  | C  | C  | T  | C  | T  | C  | T  | C  | T  | C  | T  | C  |
| Risultato | V | V | N | P | N | N | V | N | N | P  | N  | P  | V  | N  | P  | V  | V  | N  | N  | P  | N  | V  | N  | V  | V  | N  | V  | V  | N  | P  | V  | N  | N  | V  | N  | P  | P  | P  |
| Posizione | 7 | 3 | 4 | 5 | 6 | 8 | 3 | 5 | 6 | 10 | 10 | 10 | 10 | 9  | 11 | 10 | 9  | 9  | 9  | 11 | 11 | 11 | 8  | 7  | 5  | 5  | 4  | 4  | 4  | 6  | 5  | 5  | 5  | 4  | 5  | 5  | 6  | 6  |

Legenda:

Luogo: C = Casa; T = Trasferta. Risultato: V = Vittoria; N = Pareggio; P = Sconfitta.